# Sundbybergs centrum
Sundbybergs centrum is een station van de metro van Stockholm in het stadsdeel Centrala Sundbyberg van de gemeente Sundbyberg dat op 19 augustus 1985 geopend werd. 

## Ligging
Het station ligt aan metrolijn T10 tussen Duvbo en Solna strand op 8,3 km van Kungsträdgården (tevens oostelijk eindpunt) van de blauwe route. Het station ligt onder een kantoren- en winkelcomplex naast spoorwegstation Sundbyberg. De perrons, op 26 meter onder het maaiveld, liggen in een grotstation op 11,5 meter onder zeeniveau, het op vijf na diepste van de Stockholmse metro. In 2012 verwerkte het op een gemiddelde werkdag zo'n 11.200 reizigers. 

## Inrichting
De twee perrons elk ik een eigen buis liggen vrijwel noord-zuid en zijn zowel van de noord als de zuidzijde toegankelijk. De zuidelijke ingang is rechtstreeks op de perrontunnel van het spoorwegstation aangesloten en verder zijn hier de bushaltes te vinden. Ondergronds is het station opgesierd door Lars Kleen, Michael Söderlundh en Peter Tillberg. Een van de kunstwerken is een wandschildering van de gevel van de voormalige Knäckebrödfabriek van Sundbyberg, verder zijn langs de perrons gevelimitaties geplaatst.

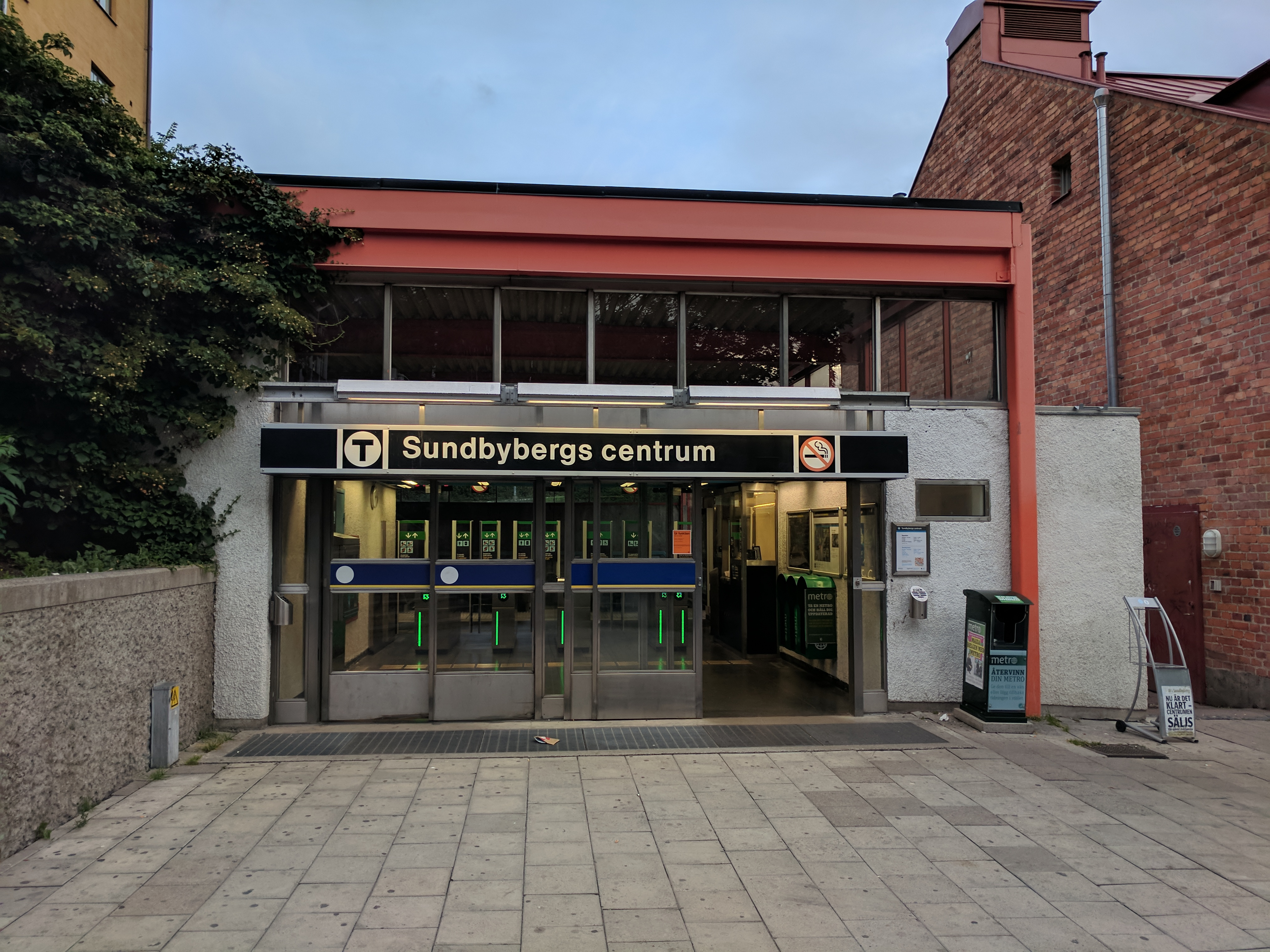
De noordelijke ingang
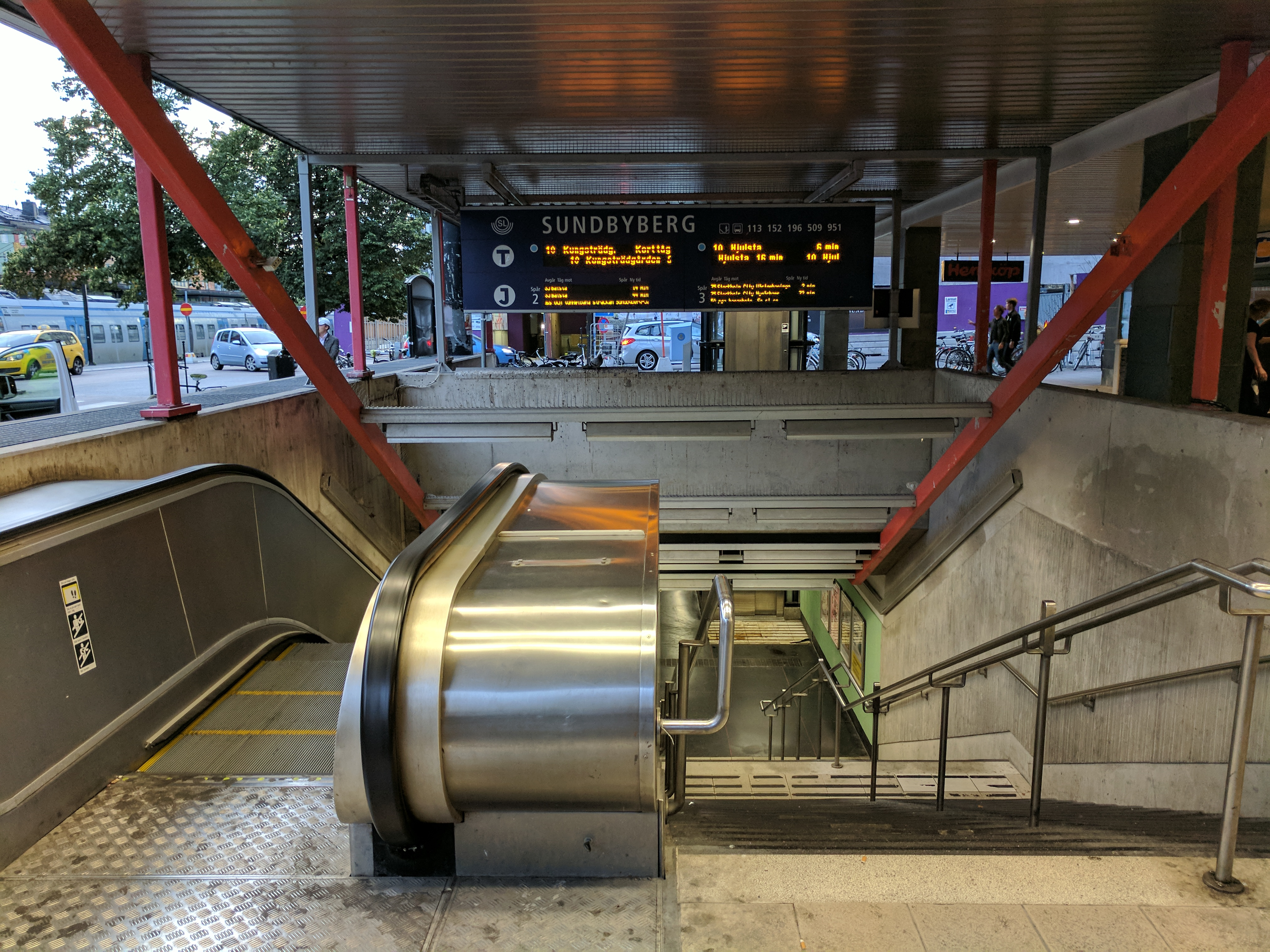
De zuidelijke ingang
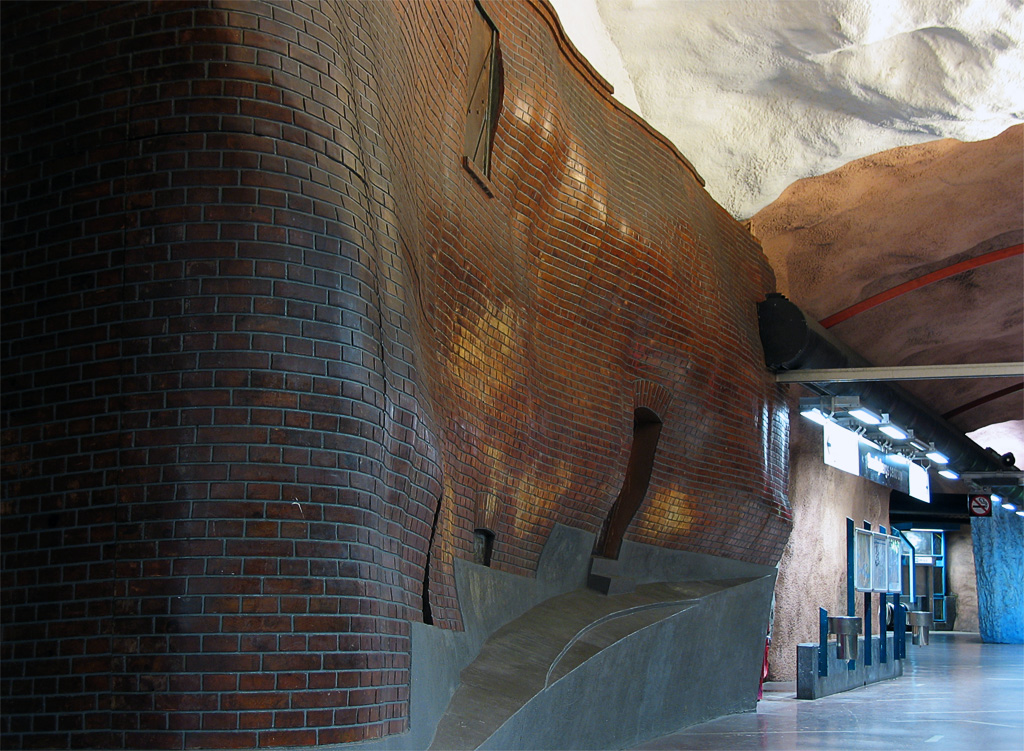
Een van de gevelimitaties
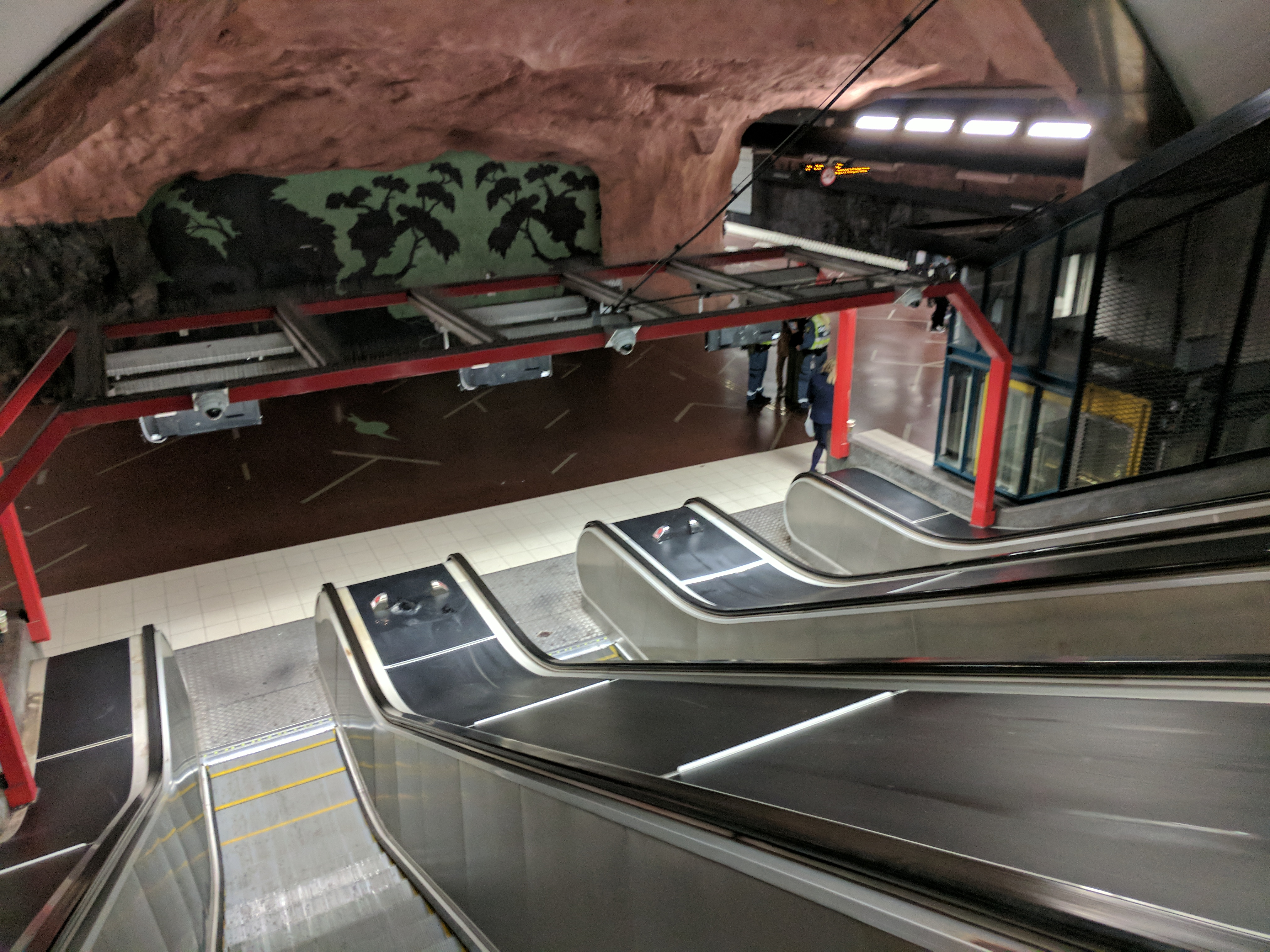
De roltrappen aan de zuidkant met wandschildering tussen de twee perrons.
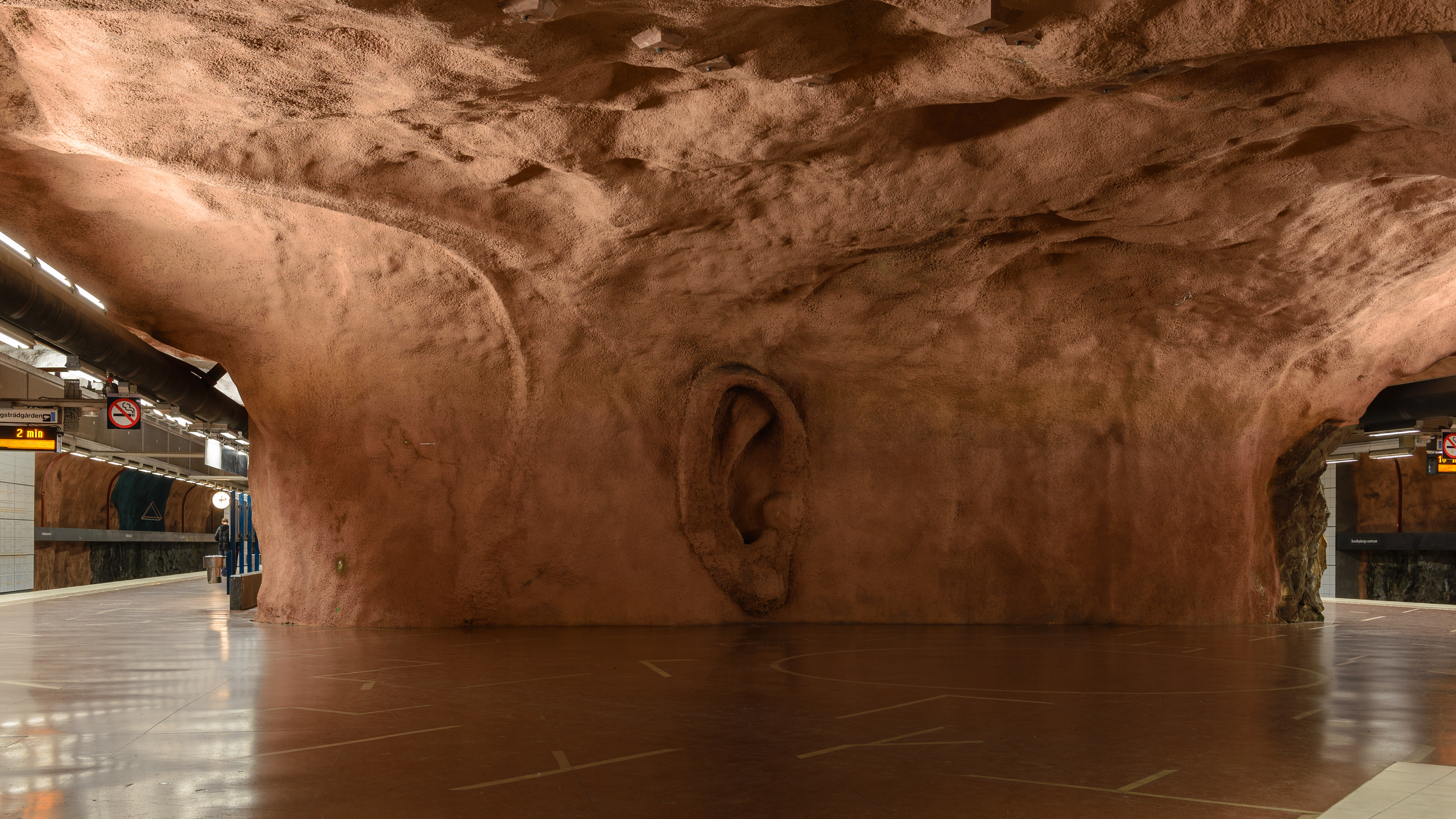
Een luisterend oor tussen de perrons.
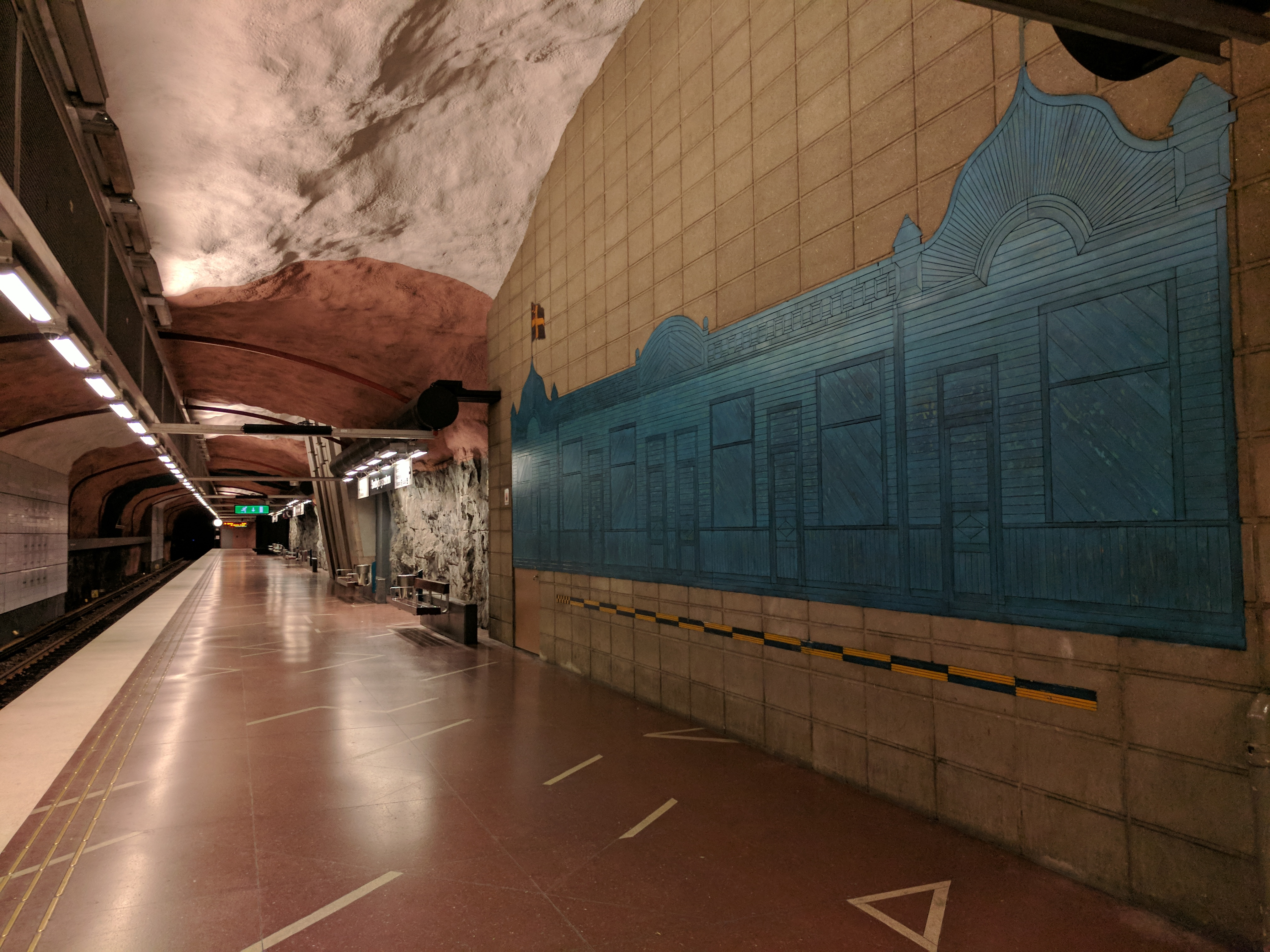
De Knäckebrödfabriek